# Grupo Fluminense de Comunicação
Grupo Fluminense de Comunicação foi um conglomerado de mídia com sede no Rio de Janeiro, no estado do Rio de Janeiro, no Brasil. Era administrado por Alberto Torres que, antes de falecer, passou o comando para a sua filha Nina Rita Torres - também falecida. Após a morte de Nina o o Grupo Fluminense de Comunicação passou a ser comandado por Alexandre Torres Amora, neto de Alberto Torres e filho de Nina Rita Torres.
Em fevereiro de 2019, o conglomerado foi desmembrado ficando Alexandre Torres com as propriedades da Rádio e da TV e os jornais impresso e online foram vendidos para um grupo de investidores de Duque de Caxias. No ano seguinte a venda, a publicação deixa o tradicional prédio próximo da Rodoviária Roberto Silveira e se muda para o bairro de Ponta da Areia, também da região central da cidade. Em 2022, a Comunidade Cristã Paz e Vida finaliza a compra das rádios pertencentes ao grupo, que já transmitiam como Feliz FM desde 2018.

## Antigas empresas
- O Fluminense
- Alpha FM Rio
- BandNews FM Fluminense
- Fluminense FM
- Rádio Fluminense